# Sojuz MS-01
Sojuz MS-01 je ruská kosmická loď řady Sojuz. Dne 7. července 2016 odstartovala z kosmodromu Bajkonur k Mezinárodní vesmírné stanici (ISS), kam dopravila tři členy Expedice 48. Poté zůstala u ISS jako záchranná loď až do konce října 2016, kdy se s ní stejná trojice kosmonautů vrátila na Zem.

## Posádka
Hlavní posádka:
- Anatolij Ivanišin (2), velitel, Roskosmos (CPK)
- Takuja Óniši, (1), palubní inženýr 1, JAXA
- Kathleen Rubinsová (1), palubní inženýr 2, NASA

V závorkách je uveden dosavadní počet letů do vesmíru včetně této mise.
Záložní posádka:
- Oleg Novickij , Roskosmos, CPK
- Thomas Pesquet, ESA
- Peggy Whitsonová , NASA

## Průběh letu
Nosná raketa Sojuz FG vynesla Sojuz MS-01 na oběžnou dráhu země při startu z Bajkonuru 7. července 2016 v 01:36 UTC. Ke stanici se Sojuz připojil (ke stykovému uzlu modulu Rassvet) 9. července v 04:06 UTC.
Dne 30. října 2016 v 00:35 UTC se kosmonauté Ivanišin, Óniši a Rubinsová se Sojuzem TMA-20M odpojili od stanice ISS a téhož dne ve 3:58 UTC přistáli v cílové oblasti v kazašské stepi jihovýchodně od Džezkazganu; let Sojuzu trval 115 dní, 2 hodiny a 21 minut.